# EMachines
eMachines（イーマシーンズ）は、かつて存在したパソコンのブランド名。

## 歴史
1998年9月、韓国のパソコンメーカーであるトライジェムコンピュータ社とモニターメーカーであるKorea Data Systemsの合弁会社として設立された。全てをモニターなしで、399ドルまたは499ドルの価格でパソコンを販売した。1999年3月までに、アメリカのコンピュータ販売では4位となり、市場シェアは9.9%であった。
1999年9月、インターネットサービスプロバイダを立ち上げる計画を発表した。
1999年11月、以前は広告と引き換えに無料のパソコンを配布していたFree-PCを買収した。
2000年3月、インターネット・バブルのピーク時、新規株式公開を通じて公開会社になり、1億8000万ドルを調達した。その頃まで、200万台のパソコンを販売しており、売上高は8億1500万ドル、利益率は4%で、前年度は8450万ドルを失っていた。株式はデビュー時に8％下落した。当時、大株主には6.4%の株式を保有するAOLと12.4％の株式を保有するビル・T・グロスが含まれていた。
2001年5月までに、株式は1株あたり38セントで取引され、NASDAQから上場廃止した。
2002年1月、1億6,100万ドルでラップ・シュン・ホイに買収された。同月30日、5,000万株の株式と3,000万ドルの現金でゲートウェイに買収された。当局の認可を得た上で、6週間から8週間で買収を完了させ、eMachinesのCEOを務めていたウェイン・イノウエがゲートウェイのCEOに就任した。また、同年に日本に参入した。
2007年10月、ゲートウェイがエイサーに買収されたことにより、エイサー傘下のブランドとしてパソコン販売を継続した。
2013年1月、eMachinesブランドは廃止となった。